# 愛国 (釧路市)
愛国（あいこく）は、北海道釧路市にある町丁。郵便番号は085-0062。

## 地理
釧路市街の北部、愛国地区に位置しており、美原、芦野、文苑、広里に隣接する。

### 河川
- 新釧路川

## 歴史
かつては農家が点在する地区であったが、愛国飛行場の建設により市に寄付された。その後同飛行場の廃止に伴って採草地となっていたが昭和40年代に住宅地として開発され、現在愛国地区には住宅地が広がっている。

## 世帯数と人口
2025年（令和7年）7月末現在の世帯数と人口は以下のとおりである。
| 世帯数 | 人口 |
| ------ | ---- |
| 89世帯 | 90人 |

## 小・中学校の学区
市立小・中学校に通う場合、学区は以下の通りとなる。
|      | 小学校             | 中学校             |
| ---- | ------------------ | ------------------ |
| 全域 | 釧路市立愛国小学校 | 釧路市立景雲中学校 |

## 交通
- 道東自動車道
  - 釧路中央インターチェンジ
- 釧路愛国ヘリポート

## 施設
- 釧路孝仁会記念病院
- 阿寒バス本社